# Postgeschichte und Briefmarken von Maluku Selatan
Die postalische Geschichte der Republik der Südmolukken umfasst den Zeitraum von der einseitigen Unabhängigkeitserklärung am 25. April 1950 bis zur indonesischen Eroberung der letzten von der Regierung der Südmolukken gehaltenen Stadt Saparua am 14. März 1951. In diesem Zeitraum betrieben die Rebellen bis zu elf Postämter auf dem von ihnen kontrollierten Territorium.

## Briefmarkenausgaben
Man findet zahlreiche Briefmarken mit dem Aufdruck oder der Inschrift Maluku Selatan. Während die Authentizität der Aufdruckmarken umstritten ist, wurden andere Briefmarken weder im Lande hergestellt, noch jemals am Postschalter verkauft. Bei letzteren handelt es sich um Spendenvignetten oder sogenannte Schwindelausgaben, also Briefmarken(fälschungen), die ohne Berechtigung von privater Hand zu betrügerischen Zwecken hergestellt wurden. 
Man unterscheidet insgesamt drei verschiedene Ausgaben, die der Republik Maluku Selatan zugeordnet werden:
- Aufdruckmarken
- Vignetten der Exilregierung in den Niederlanden
- Briefmarken aus der Österreichischen Staatsdruckerei, die von dem New Yorker Briefmarkenhändler Henry Stolow in Auftrag gegeben und verkauft wurden.

### Aufdruckmarken

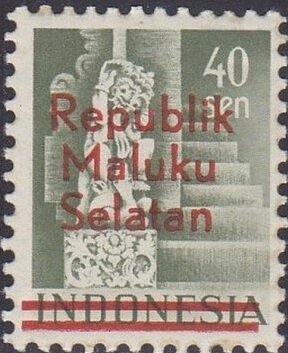
Marke zu 40 sen mit rotem Aufdruck

Im Jahre 1950 wurden 22 Briefmarken von Niederländisch-Indien und Indonesien mit dem Aufdruck Republik Maluku Selatan versehen, wovon etwa 150 Stück in gebrauchtem Zustand bekannt sind. Das erste bekannte Stempeldatum ist der 1. August 1950, das letzte Datum der 28. September 1950. Viele gebrauchte Exemplare sind auf Postanweisungsformularen oder Fragmenten davon aufgeklebt, es gibt keine gebrauchten Marken auf Brief oder Postkarte. Nach der Eroberung durch indonesische Truppen wurden alle Dokumente und Briefmarken, die mit der Sezession der Republik Maluku Selatan zusammenhingen, vernichtet, erhalten blieben jedoch Postanweisungsformulare, die, nach der aus der niederländischen Kolonialzeit stammenden Praxis, fünf Jahre von der Post aufbewahrt wurden. Anschließend sollten die Formulare vernichtet werden, aber einige Exemplare wurden unterschlagen und an Sammler verkauft. In Briefmarkenkatalogen werden diese Marken nicht gelistet, und die indonesische Regierung bestritt wiederholt ihre Authentizität.

### Ausgaben der Exilregierung in den Niederlanden
Es sind mehrere ein- bis dreifarbige briefmarkenähnliche Vignetten ohne Ausgabedatum von Maluku Selatan bekannt, die von der Exilregierung in den Niederlanden verkauft wurden. Diese Ausgaben sollten die Inselgruppe und die Flagge der Republik Maluku Selatan bekannt machen, auf das Anliegen der Exilregierung hinweisen und abgebildete Zielgruppen wie den Weltpostverein (UPU), die Vereinten Nationen (UNO) und den General Douglas MacArthur für die eigenen Ziele günstig stimmen. Von den unten genannten Schwindelausgaben unterscheiden sich diese Marken durch die Währungsangabe in indonesischen Rupiah bzw. Sen.

### Schwindelausgaben von Henry Stolow
Etwa 150 bunte dreieckige oder viereckige „Briefmarken“ wurden illegal von dem New Yorker und Münchener Briefmarkenhändler Henry Stolow ab 1955 ohne Ausgabedatum auf den Markt gebracht. Diese Ausgaben wurden in der Österreichischen Staatsdruckerei ohne Überprüfung der Rechtmäßigkeit gedruckt. Sie sind nie zum Frankieren verwendet worden, deshalb gibt es auch nur postfrische Exemplare. Kennzeichen dieser Marken ist die Wertangabe k, deren Bedeutung unbekannt ist.
Peter Doerling schreibt 1991 dazu: So tauchten 1954 bei der Wiener Staatsdruckerei ein paar Herren auf, darunter ein deutscher Briefmarkenhändler, die Marken für die neue REPUBLIK MALUKU SELATAN gedruckt haben wollten. Diese Republik war tatsächlich auf den indonesischen Molukken-Inseln Ambon und Ceram ausgerufen worden, deren christliche Einwohner nicht mehr zur islamischen Republik Indonesien gehören wollten. Die Republik bestand nur kurz, Kriegsschiffe beschossen Amboina, viele Einwohner flüchteten in die Niederlande. Für die Spekulanten war das natürlich nur ein Vorwand, denn sie ließen ca. 150 Markenausgaben drucken, darunter schöne Tiere- und Pflanzenmotive und sogar eine UNO-Serie, alles reine Phantasieprodukte ohne philatelistischen Wert.

## Bewertung dieser Briefmarkenausgaben
Renommierte Briefmarkenkataloge und Briefmarkenhändler führen keine Briefmarken der Republik Maluku Selatan. Der Michel-Redaktion sind keine gültigen Briefmarken aus dieser Region bekannt (Auskunft von Michel-Redakteur Erich H. Slaby am 2. Februar 2005).
Zu den bunten Briefmarkenausgaben mit Verkaufsdatum ab 1955 teilt die Michel-Redaktion mit: Es handelt sich um reine Schwindelausgaben, die in keinem seriösen Katalog zu finden sind und von keinem Händler, der als seriös gelten will, angeboten werden sollten – es sei denn unter der ausdrücklichen Bezeichnung „Schwindel“. (Auskunft von Michel-Redakteur Erich H. Slaby am 1. Februar 2005).
Auch Norbert Breunig schreibt im Sammler-Dienst von 1960 unter Berufung auf Meldungen im Sammler-Dienst Heft 3/54 und 7/54 und eigene Ermittlungen: "in Wirklichkeit gibt es überhaupt keine Republik Maluku Selatan".
Ullrich Häger schreibt im "Großen Lexikon der Philatelie" unter dem Stichwort Maluku Selatan: 1955 tauchten nach und nach rd. 150 versch. Bildermarken mit Landesname MALUKU SELATAN auf, die aus einem neu entstandenen unabh., aus den Molukken-Inseln gebildeten Staat stammen sollten. Zwar gab es auf den Molukken Bestrebungen, sich von Indonesien loszusagen, zur Bildung des Staates kam es jedoch nicht. Einen sehr bekannten New Yorker Markenhändler focht das nicht an; er gab durch einen Mittelsmann der Staatsdruckerei in Wien den Auftrag zur Herstellung der Markenserien, der prompt ausgeführt wurde, ohne dass man sich in Wien von der Existenz Maluku Selatans überzeugte. Diese Marken, die in Unkenntnis der Sachlage anfängl. von vielen Sammlern gekauft wurden, haben bestenfalls einen geringen Kuriositätswert.
Der Scott Standard Postage Stamp Catalogue  schreibt unter South Moluccas: It appears that the stamps of the so-called republic of South Moluccas were privately issued and had no postal use. Accordingly, they are not recognized as postage stamps.